# Lepidodexia antennata
Lepidodexia antennata är en tvåvingeart som först beskrevs av Carroll William Dodge 1966.  Lepidodexia antennata ingår i släktet Lepidodexia och familjen köttflugor.
Artens utbredningsområde är Peru. Inga underarter finns listade i Catalogue of Life.